# اهانت به دادگاه
اهانت به دادگاه جرمی است که برای پیشگیری از آن قانون وضع شده است. این قانون مجموعه‌ای از مقررات است که از تمامیت فرایند دادرسی در برابر نفوذ عوامل خارج از دادگاه حمایت می‌کند. در صورت اهانت به دادگاه مجرم بر طبق این مقررات مجازات خواهد شد.